# Света Јелена (Коронини)
Света Јелена (рум. Sfânta Elena) је насеље у општини Коронини, округ Караш-Северен у Румунији. Налази се на надморској висини од 305 м.

## Историја
По "Румунској енциклопедији" то је друго чешко место у Банату, основано 1824. године.

## Становништво
Према подацима из 2002. године у насељу је живело 519 становника.

### Попис2002.
| Етнички састав према попису из 2002. године‍ | Етнички састав према попису из 2002. године‍ | Етнички састав према попису из 2002. године‍ | Етнички састав према попису из 2002. године‍ | Етнички састав према попису из 2002. године‍ |
| ------------------------------------------- | ------------------------------------------- | ------------------------------------------- | ------------------------------------------- | ------------------------------------------- |
|                                             |                                             |                                             |                                             |                                             |
| Чеси                                        | Чеси                                        |                                             | 506                                         | 97,7%                                       |
| Румуни                                      | Румуни                                      |                                             | 12                                          | 2,3%                                        |